# Lierbach (Rench)
Der Lierbach ist ein fast 13 km langer Bach im westlichen Nordschwarzwald im Stadtgebiet von Oppenau im baden-württembergischen Ortenaukreis, der nach insgesamt etwa westsüdwestlichem Lauf im zentralen Oppenauer Siedlungsbereich von rechts in die Rench mündet.

## Geographie

### Verlauf

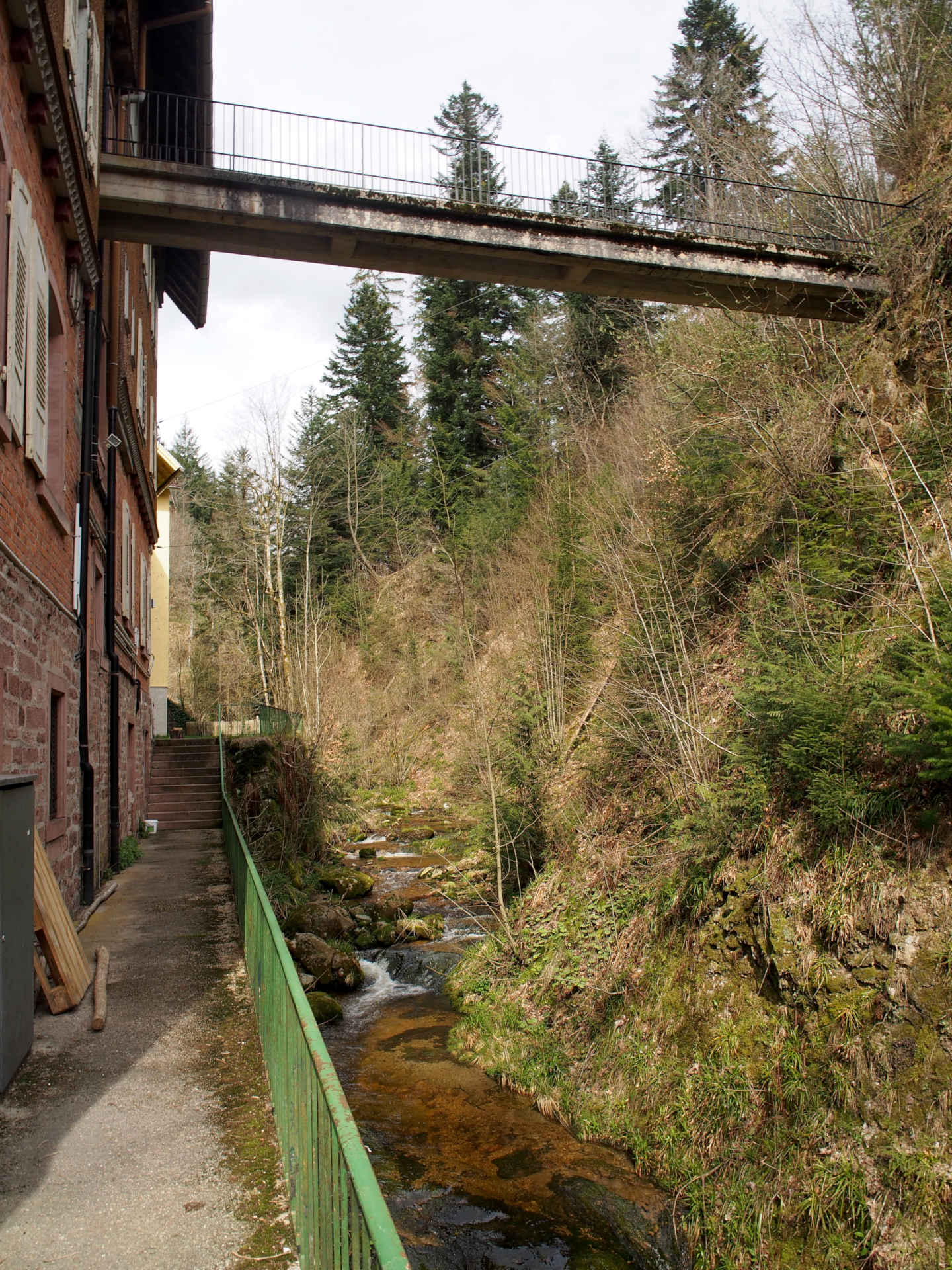
Der Lierbach in der Siedlung Allerheiligen

An seinem südwärts ziehenden Oberlauf liegen die ursprünglich als Büttensteiner Wasserfälle bezeichneten, inzwischen aber nach dem Kloster Allerheiligen benannten Allerheiligen-Wasserfälle, über die der Lierbach in sieben Stufen eine Höhe von 66 Metern herabfällt. Die Wasserfälle wurden ab 1840 touristisch erschlossen und sind neben der Klosterruine die zweite touristische Attraktion des Lierbachtals.
Der Lierbach fließt größtenteils südwärts durch ein enges und waldreiches Tal, bis er bei Oppenau nach 12,6 km von rechts und zuallerletzt Südosten in die Rench mündet.

### Zuflüsse
Liste der Zuflüsse und  Seen von der Quelle zur Mündung. Gewässerlängen in der Regel nach LUBW-FG10 (Datensatzeinträge), Einzugsgebiete entsprechend nach LUBW-GEZG, Seeflächen nach LUBW-SG10, Höhenangaben nach dem Höhenlinienbild auf dem Geodatenviewer. Andere Quellen für die Angaben sind vermerkt.

Auswahl.
Zusammenfluss des Lierbachs aus rechtem Grindenbach und linkem Schliffbach südwestlich-unterhalb des Schwabenkopfes auf unter 680 m ü. NN.
- Grindenbach, rechter Quellbach von Norden, 1,3 km. Entsteht im Hangwald Palmenloch südwestlich des Vogelskopfs im nördlichen Schwarzwald auf etwa 810 m ü. NN.
- Schliffbach, linker Quellbach von Osten, 0,9 km. Entsteht am Nordwesthang des Schliffkopfs auf etwa 890 m ü. NN.
- (Bach aus dem Erdbeerloch), von links kurz nach dem Kloster Allerheiligen auf etwa 605 m ü. NN gegenüber dem Hundskopf, 1,1 km. Entsteht östlich des Hirschkopfs am Westhang des Schliffkopfs auf etwa 800 m ü. NN.
- Allerheiligen-Wasserfälle
- (Waldklingenbach vom Eselskopf), von rechts nahe am Parkplatz unterhalb der Fälle auf unter 510 m ü. NN, 0,8 km. Entsteht auf etwa 805 m ü. NN.
- Hirschbach, von links am Beginn der offenen Talaue auf etwa 480 m ü. NN, 1,4 km (mit längerem Oberlauf Rote Schliffbach 2,1 km) und 2,1 km². Entsteht zwischen dem Sattel Hirscheck und der darunterliegenden Lichtung um dem ehemaligen Hirschbachhof auf etwa 710 m ü. NN.
  - Rote Schliffbach, von links südlich-unterhalb des Büttenkopfes auf unter 530 m ü. NN, 1,6 km. Entsteht am Roten Schliff unter dem Sattel zwischen Schliff- und Schurkopf auf etwa 915 m ü. NN.
    - Haselbächle, von links wenig vor der Mündung auf etwa 565 m ü. NN, 0,9 km. Entspringt neben dem Geißweg am unteren Westsporn des Schurkopfes auf etwa 770 m ü. NN.
- Malersbrunnenbächle, von rechts kurz nach dem vorigen, 1,0 km. Entsteht am Südostfuß des Eselskopfes auf etwa 755 m ü. NN.
- Dreiersbächle, von rechts beim Wasserfallhotel auf etwa 455 m ü. NN, 0,8 km. Entsteht auf etwa 750 m ü. NN.
- Seltenbächle, von rechts, ca. 0,7 km
- Erlenbächle, von links nach dem Meierhof von Lierbach auf unter 430 m ü. NN, 1,8 km. Entsteht in einer Rodungsinsel vor dem Südwestfuß des Schurkopfs auf etwa 670 m ü. NN.
- Ofersbächle, von links zwischen Rotenkopf und Hauskopf auf etwa 365 m ü. NN, 3,2 km und 3,2 km².  Entsteht zwischen Schurkopf und Plankopf auf etwa 700 m ü. NN.
- Rotenbach, von links noch merklich vor Niedermättle auf etwa 360 m ü. NN, 2,2 km. Entsteht beim Wasserbehälter über Steckeneckle auf etwa 610 m ü. NN.
- Eichelbach, von links gleich nach Niedermättle auf unter 340 m ü. NN, 3,5 km und 3,0 km². Entsteht am Westhang des Sandkopfs auf etwa 820 m ü. NN.
  - Silberbächle, von links bei Mühleloch auf etwa 500 m ü. NN, ca. 0,5 km.[6] Entsteht am Nordwesthang des Hornkopfs auf etwa 675 m ü. NN.
  - Hornbächle, von links gegenüber dem östlichen Sporn Eckenfels auf etwa 450 m ü. NN, 1,1 km. Entsteht am Westhang des Hornkopfs unter dem Hornbrunnen auf etwa 610 m ü. NN.
  - (Hangwaldbach), von links gegenüber dem westlichen Eckenfels auf etwa 400 m ü. NN, 0,6 km. Entsteht auf etwa 580 m ü. NN.
- Ehrenbächle, von links auf unter 310 m ü. NN, 1,2 km. Entsteht gegenüber von An der Steig neben der Kniebisstraße (L 92) auf etwa 515 m ü. NN.
An diesem Zufluss knickt der Lierbachlauf von Süd- auf Westsüdwestkurs.
- Teich gleich danach am rechten Ufer, unter 0,1 ha.
- (Waldklingenbach), von rechts bei Im Nordwasser auf über 295 m ü. NN, 0,7 km. Entsteht östlich des Steinköpfles auf etwa 470 m ü. NN.
- Maisach, von links beim Bad von Oppenau auf etwa 285 m ü. NN, 4,051 km (ab Zusammenfluss) bzw. 7,035 km (ab mündungsfernster Quelle) und 12,633 km². Entsteht zwischen Hinterem und Vorderem Filderhart auf etwa 415 m ü. NN aus dem Zusammenfluss des Wernestbachs und des Bad Antogaster Bachzweigs.
Zuflüsse siehe im Artikel.
- Farnbächle, von links nach dem Stadtgarten gegenüber dem alten Ortskern von Oppenau auf über 280 m ü. NN, 2,0 km. Entsteht am Nordwesthang des Rakopfs auf etwa 535 m ü. NN.
Ab diesem Zufluss schwenkt der Lierbach durch neueren Siedlungsbereich von Oppenau mehr und mehr nach rechts um seinen abwärtigen Mündungssporn Rebberg herum.  
  - Rittersbächle, von links nahe dem Krankenhaus auf über 290 m ü. NN, 1,1 km. Entsteht auf etwa 475 m ü. NN.

Mündung des Lierbachs von rechts am Ortsende von Oppenau auf unter 260 m ü. NN von rechts und zuletzt Südosten in die Rench. Der Lierbach ist ab dem Zusammenfluss seiner zwei Quellbäche 11,3 km, ab dem Ursprung des längeren Quellasts Grindenbach 12,6 km lang und hat ein 38,6 km² großes Einzugsgebiet.